# Лю Їлун
Лю Їлун (кит. трад.: 劉義隆; піньїнь: Liu Yilong; 407 — 16 березня 453) — третій імператор Лю Сун з Південних династій.

## Життєпис
Був третім сином засновника імперії Лю Юя. Після смерті батька 422 року на трон зійшов його старший брат Лю Їфу. Втім дуже швидко вищі чиновники держави зрозуміли, що Лю Їфу не має здібностей, потрібних імператору, тому повалили та вбили його 424 року. Після цього на престол зійшов Лю Їлун.
29 років його правління вважаються періодом процвітання й могутності, оскільки імператор прагнув відшукати талановитих людей, яких призначав на ключові посади в державі. Разом з тим, Лю Їлун кілька разів невдало намагався атакувати Північну Вей, застосовуючи хибну стратегію. Це призвело до послаблення його держави, також похитнувся й авторитет самого Лю Їлуна. 453 року, розгніваний на свого спадкоємця Лю Шао через те, що він захоплювався чаклунством, Лю Їлун вирішив офіційно викреслити його з порядку спадкування престолу. Довідавшись про таке, Лю Шао здійснив переворот і вбив свого батька, замінивши його на троні. Однак, уже за рік, молодший брат Лю Шао Лю Цзюнь повалив нового імператора і сам зайняв престол.

## Девіз правління
- Юаньцзя (元嘉) 424-453